# Elezioni generali in Ecuador del 2017
Le elezioni generali in Ecuador del 2017 si tennero il 19 febbraio per l'elezione del Presidente e il rinnovo dell'Assemblea nazionale, con ballottaggio il 2 aprile per le elezioni presidenziali.
Fu eletto Presidente Lenín Moreno, espressione di Alianza País, che sconfisse al secondo turno il banchiere Guillermo Lasso, esponente di Creando Opportunità; al primo turno, Moreno aveva distanziato Lasso di oltre 10 punti percentuali, ma non aveva superato il quorum del 40% necessario per l'elezione al primo turno, essendosi fermato al 39,36%.
Il ballottaggio tra Moreno e Lasso vide un'affluenza dell'82,98%; dopo i primi exit poll, che davano in prevalenza vincitore Lasso, lo scrutinio ribaltò i pronostici e vide la vittoria di Moreno, espressione del medesimo partito del presidente uscente Rafael Correa. Lasso, come già successo per il primo turno, chiese il riconteggio dei voti.

## Risultati

### Elezioni presidenziali
| Lenín Moreno        | Alianza País                                          | 3 716 343  | 39,36 | 5 062 018  | 51,16 |  |  |  |
| Guillermo Lasso     | Creando Opportunità - Società Unita per l'Azione      | 2 652 403  | 28,09 | 4 833 389  | 48,84 |  |  |  |
| Cynthia Viteri      | Partito Sociale Cristiano                             | 1 540 903  | 16,32 |            |       |  |  |  |
| Paco Moncayo        | Acuerdo Nacional por el Cambio (ID - Pachakutik - UP) | 634 033    | 6,71  |            |       |  |  |  |
| Dalo Bucaram        | Forza Ecuador                                         | 455 187    | 4,82  |            |       |  |  |  |
| Iván Espinel        | Forza Compromesso Sociale                             | 299 840    | 3,18  |            |       |  |  |  |
| Patricio Zuquilanda | Partito Società Patriottica                           | 72 679     | 0,77  |            |       |  |  |  |
| Washington Pesántez | Unione Ecuadoriana                                    | 71 107     | 0,75  |            |       |  |  |  |
| Totale              | Totale                                                | 9 442 495  | 100   | 9 895 407  | 100   |  |  |  |
|                     |                                                       |            |       |            |       |  |  |  |
| Schede bianche      | Schede bianche                                        | 286 069    | 2,73  | 69 436     | 0,65  |  |  |  |
| Schede nulle        | Schede nulle                                          | 736 743    | 7,04  | 670 731    | 6,31  |  |  |  |
| Votanti             | Votanti                                               | 10 465 307 | 81,65 | 10 635 574 | 82,98 |  |  |  |
| Elettori            | Elettori                                              | 12 816 698 |       | 12 816 698 |       |  |  |  |

- Nella fonte sono indicati 10.470.174 votanti per il primo turno e 10.636.008 votanti per il secondo turno (dati incoerenti con le rispettive sommatorie). Il dato dei votanti è stato successivamente aggiornato[2].

### Elezioni parlamentari
| Liste                                            | Voti        | %    | Seggi |
| ------------------------------------------------ | ----------- | ---- | ----- |
| Alianza País                                     | 40.091.544  | 39,1 | 74    |
| Creando Opportunità - Società Unita per l'Azione | 20.589.460  | 20,1 | 34    |
| Partito Sociale Cristiano                        | 16.319.989  | 15,9 | 15    |
| Forza Ecuador                                    | 4.870.863   | 4,7  | 1     |
| Sinistra Democratica                             | 3.866.778   | 3,8  | 4     |
| Partito Società Patriottica                      | 3.017.722   | 2,9  | 2     |
| Pachakutik                                       | 2.740.043   | 2,7  | 4     |
| Avanza                                           | 2.208.026   | 2,2  | -     |
| Forza Compromesso Sociale                        | 2.010.565   | 2,0  | -     |
| Unità Popolare                                   | 1.638.137   | 1,6  | -     |
| Partido Adelante Ecuatoriano Adelante            | 1.354.930   | 1,3  | -     |
| Centro Democratico                               | 1.174.467   | 1,1  | -     |
| Movimiento Concertación                          | 1.035.089   | 1,0  | -     |
| Partito Socialista Ecuadoriano                   | 885.658     | 0,9  | -     |
| Unione Ecuadoriana                               | 814.253     | 0,8  | -     |
| Indipendentisti e regionalisti                   | -           | -    | 3     |
| Totale                                           | 102.617.524 |      | 137   |